# Quercus aliena
Quercus aliena — вид рослин з родини Букові (Fagaceae); поширений на південному сході Азії.

## Опис
Листопадний вид. Жіночі суцвіття пахвові на молодих пагонах. Дерево 20 м заввишки (але досягає 30 м). Гілочки сіро-коричневі, голі. Листки 8–20 × 5–13 см, від ланцетоподібних до овальних; межа грубо зубчаста; зверху темно-блискуче зелені; знизу сіро-коричневі й запушені; верхівка коротко загострена; основа округла, іноді трохи клиноподібна; ніжка листка завдовжки 1 см завдовжки і більше, гола. Жолудь поодинокий або кілька (від 2 до 3), яйцюватий, довжиною 1.7–2.5 см, укладений на 1/2 довжини в чашку з вузько-ланцетними лусочками.
Період цвітіння: березень — травень; період плодоношення: вересень — листопад.

## Середовище проживання
Поширений на південному сході Азії (Китай, Корея, Японія, Тайвань, Лаос, М'янма, Таїланд)
Зростає в змішаних мезофітних і теплих, помірних, широколистяних, низькогірських лісах. Висота проживання: 700–2000 м.

## Використання
Широко використовується місцевим населенням для будівництва деревини. Листки використовують як ліки для худоби. 